# Непокірний (фільм)
«Непокірний» («Méditerranées») — французький кінофільм 1999 року, знятий режисером Філіппом Беренджером.

## Сюжет
Повернувшись із в'язниці, Піту виявляє, що його брат Джордж одружився з Маргаріт, дівчиною, яку він любив, і вона чекає від нього дитину. Він прямує до друга дитинства Жіля, сподіваючись знайти в нього підтримку, але той за довгі роки теж змінив долю і тепер очолює злочинний концерн. Жіль пропонує Піту місце у банді, але отримує відмову. Через деякий час Піту раптово звинувачують у вбивстві, і він змушений боротися з усім світом відразу.

## У ролях
- Венсан Кассель — Піту
- Енріко Ло Версо — Жіль
- Моніка Беллуччі — Маргаріт
- Рішар Борінже — Рамірез
- Люк Палюн — Джордж
- Жільбер Мелькі — Джей Пі
- Фуед Насса — Рашид
- Аріана Ка — Жюльєтт
- Віктор Кавалло — Серджо
- Лоран Лабасс — епізод
- Лара Гірао — епізод

## Знімальна група
- Режисер — Філіпп Беренджер
- Сценаристи — Філіпп Беренджер, Джекі Кукер
- Продюсери — Філліп Бі Голдфайн, Фуед Насса